# Ballymena (Borough)
Ballymena (irisch: An Baile Meánach) war einer der 26 nordirischen Districts, die von 1973 bis 2015 bestanden. Der District, dessen Gebiet in der traditionellen Grafschaft Antrim lag, wurde 1973 eingerichtet und besaß den Status eines Borough. Bedeutende Orte im Borough waren die Stadt Ballymena, die auch Verwaltungssitz war, sowie Broughshane, Cullybackey, Galgorm, Ahoghill und Portglenone. Zum 1. April 2015 ging er im neuen District Mid and East Antrim auf.

## Ballymena Borough Council
Die Wahl zum Ballymena Borough Council am 11. Mai 2011 hatte folgendes Ergebnis:
| Partei | Partei                                    | Ergebnis 2011 | Ergebnis 2011 | Veränderung zu 2005 | Veränderung zu 2005 |
| Partei | Partei                                    | Sitze         | Stimmen       | Sitze               | Stimmen             |
| ------ | ----------------------------------------- | ------------- | ------------- | ------------------- | ------------------- |
|        | Democratic Unionist Party (DUP)           | 12            | 45,9 %        | −2                  | −9,2 %              |
|        | Ulster Unionist Party (UUP)               | 4             | 16,3 %        | −1                  | −5,2 %              |
|        | Traditional Unionist Voice                | 2             | 13,5 %        | 2                   | 13,5 %              |
|        | Social Democratic and Labour Party (SDLP) | 2             | 8,5 %         | −1                  | −1,8 %              |
|        | Sinn Féin                                 | 2             | 8,3 %         | 1                   | 0,7 %               |
|        | Alliance Party                            | 1             | 1,7 %         | 1                   | 0,2 %               |
|        | Sonstige                                  | 0             | 0,0 %         | 0                   | −0,4 %              |
|        | Unabhängige                               | 1             | 5,7 %         | 0                   | 2,3 %               |